# 普雷里維爾 (明尼蘇達州)
普雷里維爾（英語：Prairieville）是位於美國明尼蘇達州賴斯縣坎農城鎮區及沃爾科特鎮區的一個非建制地區。

## 地理
普雷里維爾所處的海拔為高於海平面361米（即1184英呎），而該地所採用的時區為UTC-6，即北美中部時區（CST）。同時該地設有夏令時間，為UTC-6調快一小時，即UTC-5（CDT）。